# 小島昌也
小島 昌也（こじま まさや、1985年4月14日 - 2011年10月9日）は、福岡県出身の社会人野球選手・プロ野球選手（外野手）。右投右打。

## 来歴・人物
九州共立大学八幡西高校（在学中に自由ケ丘高等学校に改称）では1年の夏から左翼手のレギュラーとなり、2年からは右翼手に転向。通算51本塁打をマークした。3年時は夏の県大会ベスト16だったが、打力を高く評価され、2003年度ドラフト7巡目指名でオリックス・ブルーウェーブに入団。
2004年シーズン終了後、プロ1年目を終えたばかりであるが、球団合併に伴う分配ドラフトにより東北楽天ゴールデンイーグルスへ移籍。楽天では二軍でもほとんど出場機会がなく、2005年シーズン終了を以って自由契約となり、12月にオリックス復帰も一軍試合出場はならず、2006年10月5日に戦力外通告を受けた。
戦力外通告後はアメリカでのプレーを模索したが、地元福岡県に戻り、2007年からは北九州市民硬式野球クラブ（ルネッサンスクラブ北九州）に在籍。2008年には12球団合同トライアウトにも参加し、プロ球界復帰を目指していた。
2011年10月9日、心室細動のため、当時の勤務先であった東京都内の自宅で死去。26歳没。選手として楽天に在籍した人物では最初の故人となった。

## 詳細情報

### 年度別打撃成績
- 一軍公式戦出場なし

### 背番号
- 60 （2004年）
- 66 （2005年）
- 90 （2006年）